# Dragones (Tolkien)
Los dragones del universo ficticio creado por el escritor británico J. R. R. Tolkien están estrechamente relacionados, en sus características y fisonomía, con los tradicionales de las leyendas europeas.

## Historia
Los dragones fueron creados por Morgoth durante la Primera Edad y cuando Glaurung surgió por primera vez. Es probable que Morgoth los creara corrompiendo alguna raza desconocida de animales con sus artes oscuras. Los dragones eran capaces de criarse solos, y en años posteriores el Brezal Marchito fue supuestamente su lugar de concepción.

## Otras características
Todos los dragones en la obra de Tolkien también comparten una pasión por los tesoros (especialmente el oro), la inteligencia sutil, la inmensa astucia, la gran fuerza física, y un poder hipnótico llamado «encantamiento de dragón». Son extremadamente poderosos y peligrosos, y crecen y envejecen muy despacio. Teniendo en cuenta esto, las primeras tentativas de Melkor (Morgoth) de usarlos contra sus enemigos fracasaron, debido a que aún no se habían hecho lo bastante poderosos para hacerlos útiles en la batalla.
El fuego de dragón se dice que no es lo suficientemente caliente como para derretir el Anillo Único, aunque esto sea más probable un refuerzo literario a la indestructibilidad de los anillos que la fuerza misma del fuego, así como cuatro de los siete anillos de los Enanos fueron consumidos por fuego de dragón.[cita requerida]

## Taxonomía
Tolkien imaginó su propio sistema taxonómico para sus dragones, basado en el modo de locomoción y el tipo de su aliento.
En cuanto al modo de locomoción, algunos dragones, como por ejemplo Glaurung caminaban sobre cuatro patas, como los lagartos. Otros, como Ancalagon o Smaug, podían tanto caminar sobre sus cuatro patas como volar con sus alas. Los dragones alados hicieron su primera aparición durante la Guerra de la Ira, en la batalla que concluyó la Primera Edad, por lo que todos los dragones anteriores durante la Primera Edad no tenían alas, y no podían volar. Además, Tolkien llama a Scatha un «gusano largo», pero no explica convenientemente el término, por lo que puede tratarse tanto de un apelativo despectivo como de un adjetivo taxonómico, que podría hacer pensar en una tercera clase de dragones por su modo de desplazamiento: reptiles, como una serpiente.
En lo que tiene que ver con el tipo de su aliento, Tolkien llama Urulóki (singular urulokë, «serpientes calientes» o también «dragones de fuego») a los dragones que podían expeler fuego. No está totalmente claro si el término Urulóki se refiere únicamente a los primeros dragones que, como Glaurung, podían expeler fuego pero no eran alados, o a cualquier dragón que pudiera expeler fuego, volara o no, lo que incluiría, por ejemplo, a Smaug. En el Apéndice A de El Señor de los Anillos, se menciona un «dragón de frío». Este nombre genera confusiones respecto al aliento de estos dragones, que según la concepción de Tolkien, no eran capaces de escupir fuego, pero sí expelían humo o vapor caliente.[cita requerida] A Dáin I, de la estirpe de Durin, le mató un dragón de frío.

## Dragones singulares mencionados en los escritos de Tolkien
- Glaurung: padre de los Dragones, muerto por Túrin Turambar. Primero de los Urulóki, los dragones de fuego de Angband. Tenía cuatro patas y era capaz de exhalar fuego, pero no poseía alas.
- Ancalagon el Negro: el más poderoso de los dragones alados, aniquilado por Eärendil con la Guerra de la Cólera.
- Scatha: muerto por Fram de los Éothéod. Descrito como un «gusano largo», aunque este término parezca ser más bien una expresión en lugar de un grupo taxonómico por separado.
- Smaug: último de los grandes dragones de la Tierra Media, exterminado por Bardo, un descendiente de Girion de la Ciudad de Valle.

Otros dragones estaban presentes en la Caída de Gondolin. También al final de la Tercera Edad, los dragones criados en las tierras baldías del norte y del Brezal Marchito al norte de Ered Mithrim.